# Bonaberiana crassisquama
Bonaberiana crassisquama là một loài bướm đêm trong họ Erebidae.